# Référendum liechtensteinois de 2016
 (août 2025).
Un référendum sur un projet de loi modifiant les aides familiales a lieu au Liechtenstein le 18 septembre 2016. Bien qu'ayant approuvé initialement le projet, le Landtag le soumet au vote de la population, qui le rejette à une très large majorité.

## Contexte
Il s'agit à l'origine d'une initiative populaire pour un projet de loi sur les aides familiales lancée par la Chambre du commerce dans le cadre de l'article 64 de la constitution. Le projet prévoit de payer des allocations de maternité pour une durée de 20 semaines par un Fonds d'égalité familial financé par les entreprises. Ces dernières pourraient ensuite déduire ces montants de leurs cotisations au fonds national de santé. Enfin, les taux journaliers des crèches pour enfants seraient fixés par la loi et non plus par simple réglementation. Un total de 1 179 signatures sont réunies du 8 avril au 11 mai 2016, dont 1 144 valides.
Le projet est soumis le 11 mai 2016 au Landtag, qui l'approuve six jours plus tard par 13 voix contre 12. Un référendum n'est alors plus légalement obligatoire, mais le Parti progressiste des citoyens, qui domine la coalition au pouvoir, décide de faire tout de même voter son organisation par 19 voix contre 6.
Il s'agit par conséquent d'un référendum facultatif d'origine parlementaire : le Landtag décide de soumettre le projet de loi approuvé le 17 mai à la votation populaire dans le cadre de l'article 66 de la constitution. Le 14 juin, le gouvernement fixe la date du référendum au 18 septembre suivant.

## Résultat
| Choix                     | Votes  | %     |
| ------------------------- | ------ | ----- |
| Pour                      | 2 099  | 17,61 |
| Contre                    | 9 823  | 82,39 |
|                           |        |       |
| Votes valides             | 11 922 | 98,99 |
| Votes blancs et invalides | 122    | 1,01  |
| Total                     | 12 044 | 100   |
| Abstentions               | 7 721  | 39,06 |
| Inscrits / Participation  | 19 765 | 60,94 |